# Единение (1935)
Вижте пояснителната страница за други значения на Единение.
„Единение“ с подзаглавие Вестник за обнова е български вестник, излизал в Неврокоп в 1935 година.
Публикува се 2 пъти в седмицата. Редактор му е Ил. Д. Славков. Има и редакционен комитет. Стопанин на вестника Георги Ат. Мечев. Печата се в печатница „Бъдеще“ на Георги Ат. Мечев в Неврокоп. „Единение“ е местен вестник, който има за цел културното и стопанско издигане на Неврокоп и околията. Стои на правителствени позиции.
| Годишнина | Броеве | Дата                      |
| --------- | ------ | ------------------------- |
| I         | 1 – 4  | 12 май 1935 – 26 юни 1935 |